# Paolo Foscari
Paolo Foscari (* in Venedig; † vor dem 7. April 1394) war ein venezianischer Adeliger und Geistlicher.

## Leben
Paolo war der Sohn von Giovanni Foscari, einem Mitglied der venezianischen Patrizierfamilie Foscari. Er studierte Zivil- und Kirchenrecht an der Universität Padua. Möglicherweise war er danach dort Professor.
Er entschied sich für eine kirchliche Laufbahn und wurde am 19. August 1365 vom venezianischen Senat für das Amt des lateinischen Erzbischofs von Patras in Morea in Südgriechenland empfohlen. Der Erzbischof von Patras war eine mächtige Persönlichkeit im lateinischen Griechenland: Er war nicht nur der bedeutendste katholische Prälat von Morea, sondern auch das bedeutendste territoriale Lehen des Fürstentums Achaia, nachdem er um 1276 die weltliche Baronie Patras erworben und deren 24 Lehen zu den acht des Erzbistums hinzugefügt hatte. Insbesondere seit der Zeit von Erzbischof Wilhelm Frangipani (1317–1337) pflegten die Erzbischöfe von Patras enge Beziehungen zu Venedig und handelten praktisch unabhängig vom Fürsten.
Als der Bailli des Fürstentum von Achaea kurz darauf versuchte, seine Autorität über die Stadt durchzusetzen, führte das Eingreifen des Papstes zur faktischen Unabhängigkeit des Erzbischofs von Achaia und seiner direkten Unterordnung unter den Papst. Für den Rest des Jahrhunderts spielten die Erzbischöfe von Patras eine aktive Rolle in den Intrigen und Fehden des Fürstentums, und im Gegenzug versuchten die streitenden Familien oft, einen ihrer eigenen Sprösslinge auf den Erzbischofsstuhl zu setzen. Foscari verlor die Position an Angelo I. Acciaioli, einen Verwandten des vorherigen Amtsinhabers, Johannes III. Acciaioli, und Adoptivsohn des Großmaschalls Niccolò Acciaioli, dessen Familie zu dieser Zeit ihren Einfluss in Morea ausweitete.
Am 24. April 1366 wurde er nach einer weiteren Empfehlung des Senats von Venedig an den Papst stattdessen zum Bischof von Coron gewählt, einer venezianischen Kolonie im Südwesten Moreas. Er blieb etwa ein Jahr in Coron, bevor er nach Venedig zurückkehrte. Am 5. April 1367 wurde er zum Bischof von Castello ernannt und trat das Amt am 7. Mai 1367 an.

### Bischof von Castello
Der Bischof von Castello residierte in Venedig. Mit der Stadt Venedig kam er in einen Streit über die sogenannte Totensteuer, dem Zehntel vom Vermögen einen Verstorbenen, das an die Kirche zu zahlen war. Die Kontroverse schwelte seit dem Ausbruch der Pest im Jahr 1348, aber Foscari entfachte sie erneut. Die Zivilbehörden in Venedig lehnten den Zehnten vehement ab und verboten ihn am 29. August 1368 vollständig, was zu einem völligen Zusammenbruch der Beziehungen zwischen der Republik und der Kirche führte, da die Päpste Urban V. und Gregor XI. Foscari unterstützten. Ein Versuch seines Vaters Giovanni, zwischen den beiden Seiten zu vermitteln, führte nur dazu, dass der Senat ihm ein Ultimatum von drei Monaten stellte, um seinen Sohn zur Räson zu bringen, bei Androhung einer lebenslangen Verbannung für ihn und seine Söhne und der Beschlagnahmung seines gesamten Eigentums. Der Konflikt wurde erst 1377 gelöst. Bereits zwei Jahre zuvor, am 26. November 1375, wurde Paolo Foscari Erzbischof von Patras.

### Erzbischof von Patras
Von seinem neuen Posten aus spielte Paolo eine führende Rolle in den Angelegenheiten der lateinischen Staaten im Süden Griechenlands. 1376 oder 1377 starb der Bailli des Fürstentums Achaia, Centurione I. Zaccaria, und Königin Johanna I. Von Neapel wählte Foscari zu seinem Nachfolger. Er blieb jedoch nicht lange im Amt. In dem Wunsch, Achaia in verteidigungsfähigere Hände zu geben, verkaufte Königin Johanna das Fürstentum im Sommer 1376 für fünf Jahre an den Johanniterorden und schickte (spätestens im Sommer 1377) den Johanniter Daniel del Caretto als ihren neuen Bailli nach Morea, um die Machtübergabe zu überwachen. Der neugewählte Großmeister der Hospitaliter, Juan Fernández de Heredia, kam Ende 1377 in Morea an. Foscari lieh ihm Truppen für einen Feldzug gegen Lepanto, das vom albanischen Häuptling Johann Spata gehalten wurde. Der Feldzug war jedoch ein Fehlschlag, da Heredia von Spata gefangen genommen, an die Türken verkauft und freigekauft werden musste. 1380 war auch Lepanto wieder in albanischer Hand, und 1381 gaben die Hospitaliter die Regierung des Fürstentums Achaia an Königin Johanna zurück.
Danach kam es in Achaia zu einer Zeit der Unruhen, die durch die Ankunft der Söldnerkompanie aus Navarra und die Auswirkungen des Abendländischen Schismas zwischen Papst Urban VI. und Gegenpapst Clemens VII. noch verschlimmert wurde. Königin Johanna erkannte Clemens VII. an. Sie wurde aber von Karl III., der von Urban VI. unterstützt wurde, abgesetzt und getötet. Achaia kam unter die Kontrolle des lateinischen Titularkaisers Jacques des Baux, der den Anführer der Navarra-Kompanie, Mahiot de Coquerel, zu seinem Vailli ernannte. Als Jakob 1383 starb, erkannte Mahiot Karl III. als Oberherrn an. Foscari blieb Papst Urban VI. treu. Daher wurde er am 26. September 1384 von Gegenpapst Clemens VII. für abgesetzt erklärt, was jedoch ohne praktische Konsequenzen für seine Position blieb. Im selben Jahr wurde er als päpstlicher Gesandter ausgesandt, um die lokale orthodoxe Kirche von Thessaloniki zu versöhnen, die von den Osmanen belagert wurde.
Anfang 1386 starb Karl III., nachdem er sich mit Urban VI. überworfen hatte, der ihn für abgesetzt erklärt hatte. Infolgedessen konfiszierte Urban VI. das Fürstentum Achaia und am 6. September 1387 wurde Foscari im Auftrag des Papstes zum Generalvikar ernannt und ermächtigt, die Navarresische Kompanie auf eigene Rechnung anzuheuern. Der Papst beabsichtigte, mit den Navarresen Krieg gegen die Griechen des Despotats Morea zu führen und ihnen gleichzeitig Arbeitsplätze und Ländereien außerhalb des Fürstentums Achaia zu verschaffen. Letztendlich war der Titel eine leere Formalität und die tatsächliche Macht im Fürstentum verblieb bei der Navarresischen Kompanie und ihren Anführern. Foscari spielte eher die Rolle eines Agenten Venedigs in Morea, an dessen Angelegenheiten die Republik ein immer größeres Interesse zeigte und wo sie ihr Territorium auszuweiten suchte. So erwarben die Venezianer 1388 die Herrschaft über Argos und Nauplia im nordöstlichen Morea. Zu diesem Zweck erhielt Foscari weiterhin Soldaten und Waffen aus Venedig, um seine Position zu stärken.
In der Zwischenzeit vermehrten sich die Prätendenten auf das Fürstentum: Marie von Châtillon-Blois verkaufte das Fürstentum im Namen ihres Sohnes Ludwig II. von Anjou erneut an die Hospitaliter, doch ein Rivale, Amadeus, Fürst von Achaea, beanstandete den Verkauf und erreichte, dass Gegenpapst Clemens VII. den Verkauf annullierte. Amadeus schloss Verträge mit Venedig, Navarra, dem griechischen Despoten von Morea und Nerio I. Acciaioli, doch der Tod seines Cousins Amadeus VI., Graf von Savoyen, im Jahr 1391 bedeutete, dass er nie nach Griechenland segelte. Auch ein anderer Prätendent, Louis II. de Bourbon, der das Fürstentum hinter sich hätte scharen können, wurde 1390 in den französischen Feldzug gegen die Barbaresken-Korsaren verwickelt und gab seine Pläne auf. Das lange Interregnum dauerte bis 1396, als Mahiots Nachfolger an der Spitze der Navarresischen Kompanie, Pedro de San Superano, von König Ladislaus von Neapel die Anerkennung als Erbfürst von Achaia erhielt.
Während dieser Zeit setzte sich Foscari weiterhin für die venezianischen Interessen in Morea ein: Am 27. Februar 1393 wies ein Geheimbeschluss des venezianischen Senats Foscari an, ein Bündnis mit Nerio Acciaioli und dem Despoten von Morea, Theodor I. Palaiologos, gegen die Navarra-Kompanie anzustreben. Foscari starb einige Zeit danach, jedoch vor dem 7. April 1394, als der Erzbischofssitz von Patras als vakant gemeldet wurde.